# 京王5000系電聯車 (2代)
京王5000系電聯車（日语：／ Keiō 5000-kei densha */?）是京王電鐵京王線的通勤型電聯車，於2017年9月29日開始行駛，並於2018年2月22日開始KEIO LINER的運用，並且獲得了2017年的好設計獎。

## 概要
為了滿足旅客的座位需求，因此京王電鐵引入首款可對號入座的列車，座椅可以調整對號列車的編排，也可調整通勤列車的編排，為避免因平交道事故，造成駕駛員的受傷，因此也採用了京王首款斜頭車，突出的車體用以緩衝平交道事故發生時的衝擊，使駕駛的存活空間更多，因此先頭車的長度比中間車長了500mm。為了節約能源，動力車會將煞車時產生的電力充電到蓄電池內儲備。2017年（平成29年）9月29日開始一班列車運用，2018年2月22日改點開始KEIO LINER的運用。另外，因與都營新宿線直通運轉，因此裝有新宿線的D-ATC。

## 外觀

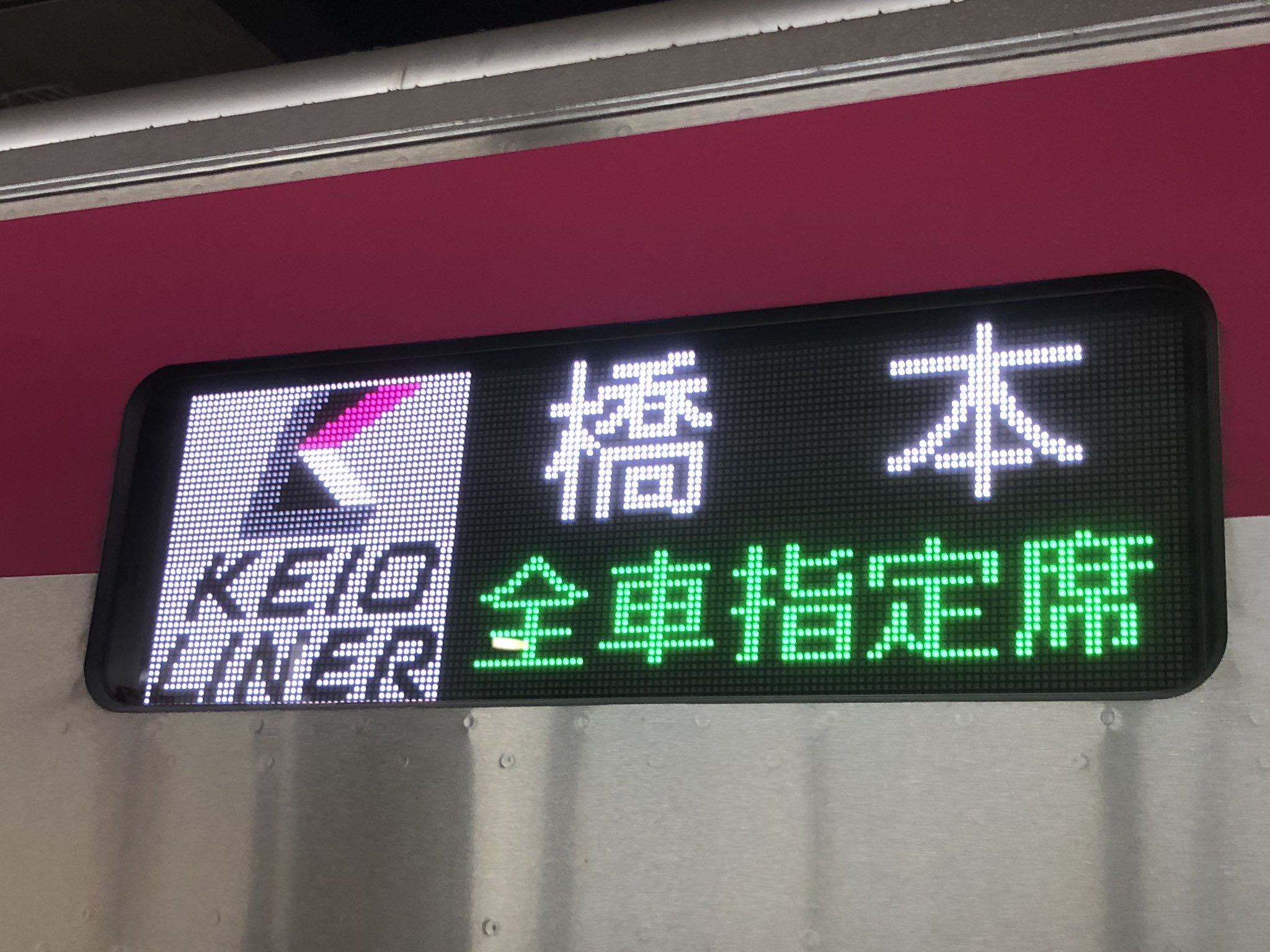
京王5000系的全彩LED顯示行先

本型車具有比一般車輛車輛更流線的三維前部形狀，是京王電鐵首款車頭是斜面的列車。車頭為凸顯智能列車的設計，因此車頭端免選擇大面積的黑色為基底，側邊再帶入京王電鐵的企業色"紫紅色"以增加速度感，列車側面窗戶的上緣塗裝的是京王企業色"紫紅色"，窗戶的下緣塗裝的是藍色色帶，在溫暖的氛圍中表現出莊重的表情，讓人感覺包容感，以簡單優雅的設計呈現新車的外貌。傾斜的前部形狀限制了駕駛室的空間，為了在保持高駕駛台的結構同時又必須容納必要的設備，由貫通門看向駕駛艙，駕駛台略為偏向中間(靠近副駕駛座)，這個設計是京王線上的第一款這樣設計的車輛。擋風玻璃下方的左右兩側有前照燈、車尾燈和裝飾燈。列車上的所有照明皆採用LED照明，以減少燈管的換置次數，還能節能環保，車身由藉由焊接裝配結構的不銹鋼製成，並且採用總合車輛製作所的獨家工法sustina工法打造，提升列車車體強度以及車體的可回收性，整個車身光滑美觀，連續焊接減少了配合件的數量，提高了維修性。
列車車頭內增加了安全防護梁，結構框架的結構佈置成環形，並且在車輛中採用內部側傾桿以提高車身的強度，未來遇到列車車禍事故，可以減少駕駛員的傷害，提升安全性。每輛車長度20m並且每側開有四扇門，車門間的窗戶採2扇窗為設計，門之間的兩個窗戶的寬度是不同的，只有較寬的窗口是開啟的。前蓋由FRP製成，從轉向架的中心到車廂末端的長度在中間車廂與先頭車比較，先頭車的駕駛室車長了500mm，列車排障器也塗上了公司顏色的京王的企業色，全彩LED行先標示安裝在側面的前窗和中央窗上，側面的比傳統車輛大。

## 型式構成
5000系包含以下格式，「デ」表示動車，「ク」表示設有駕駛室的車，「サ」表示無掛載設備的拖車，「ハ」表示普通車廂。

### デハ5000型
設搭載主控制器並且設有集電弓的中間車，集電弓安裝在靠近八王子方向的屋頂，數百位數字取決於編組位置。

### デハ5050型
主要搭載補助電源系統、空氣壓縮機及集電弓的動力車。

### サハ5500型
無掛載設備的拖車，於10輛編成時附掛在第4車。

### サハ5550型
無掛載設備的拖車，於10輛編成時附掛在第7車。

### クハ5700型
往新宿方向的駕駛拖車。

### クハ5750型
往八王子方向的駕駛拖車。

## 編成表
|          |          | ←新宿・本八幡方向京王八王子・高尾山口・橋本方向→ \|style="border-bottom:solid 3px #d07;" rowspan="3"\|竣工時期 |                               |                               |                               |                               |                               |                               |                               |                               |                               |                                                                 |
| 型式     | 型式     | クハ5700 | デハ5000                      | デハ5050                      | サハ5500                      | デハ5000                      | デハ5050                      | サハ5550                      | デハ5000                      | デハ5050                      | クハ5750                      |                                                                 |
| 區分     | 區分     | Tc1 | M1                            | M2                            | T1                            | M1'                           | M2'                           | T2                            | M1''                          | M2''                          | Tc2                           |                                                                 |
| 車輛編號 | 車輛編號 | 5731 5732 5733 5734 5735 5736                                                                                  | 5031 5032 5033 5034 5035 5036 | 5081 5082 5083 5084 5085 5086 | 5531 5532 5533 5534 5535 5536 | 5131 5132 5133 5134 5135 5136 | 5181 5182 5183 5184 5185 5186 | 5581 5582 5583 5584 5585 5586 | 5231 5232 5233 5234 5235 5236 | 5281 5282 5283 5284 5285 5286 | 5781 5782 5783 5784 5785 5786 | 2017年6月 2017年9月 2017年10月 2017年11月 2017年12月 2019年12月 |
| 搭載機器 | 搭載機器 | | VVVF・PT                      | SIV・CP・PT                   |                               | VVVF・PT                      | BT                            |                               | VVVF・PT                      | SIV・CP・PT                   |                               |                                                                 |
| 自重     | 自重     | 25.5 t | 34.0 t                        | 33.0 t                        | 25.0 t                        | 33.0 t                        | 25.0 t                        | 25.0 t                        | 34.0 t                        | 33.0 t                        | 25.5 t                        |                                                                 |
| 定員     | 橫座位時 | 115 | 126                           | 126                           | 126                           | 126                           | 126                           | 126                           | 126                           | 126                           | 115                           |                                                                 |
| 定員     | 長座位時 | 119 | 130                           | 130                           | 130                           | 130                           | 130                           | 130                           | 130                           | 130                           | 119                           |                                                                 |
| 座席定員 | 座席定員 | 39 | 45                            | 45                            | 45                            | 45                            | 45                            | 45                            | 45                            | 45                            | 39                            |                                                                 |

範例
| - VVVF：主控制器（VVVF變頻器） - SIV：補助電源系統（靜態逆變器） - CP：空氣壓縮機 - BT：蓄電池 - PT：集電弓 |

## 運用
為滿足乘客的座位需求而推出，是目前京王電鐵首款可以對號的列車。主要行駛京王線以及都營新宿線，2017年（平成29年）9月29日於京王線正式一般載客。
2018年（平成30年）2月22日京王線改點開始行駛對號列車的班次。

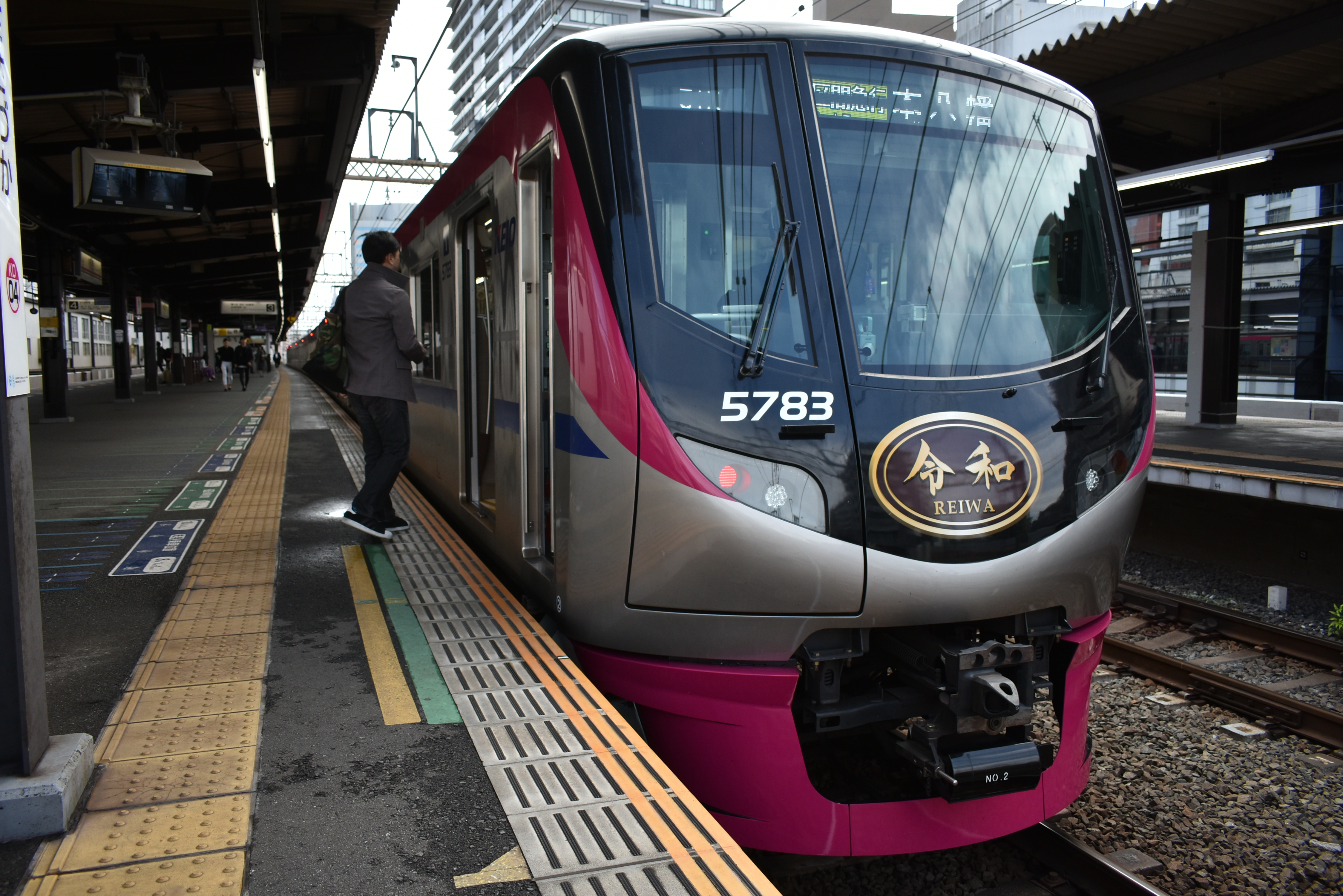
新元號「令和」號（笹塚站 2019年5月1日拍攝）
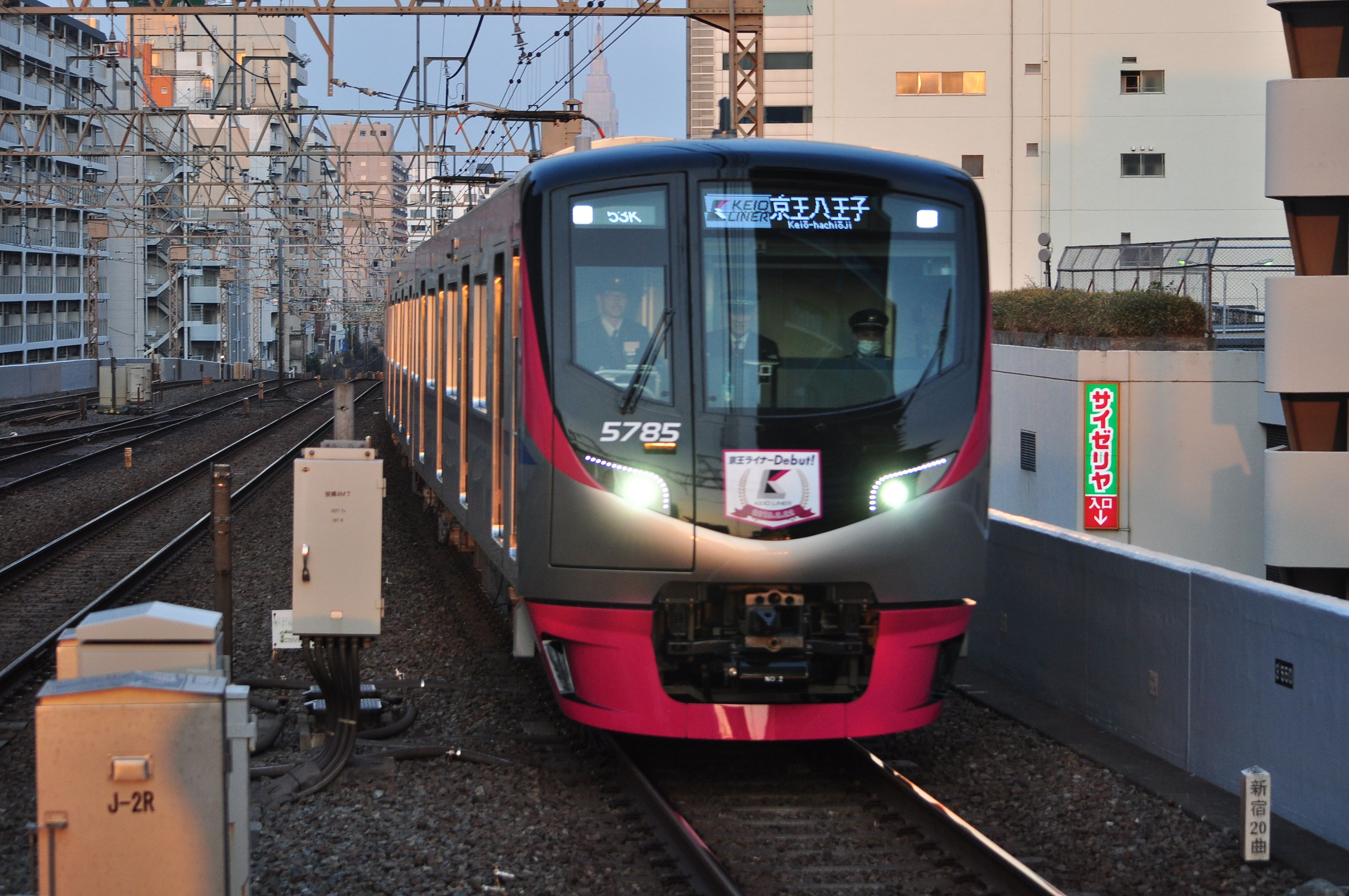
17時00分新宿發的 KEIO LINER1號 開往京王八王子 （笹塚站 2018年2月24日拍攝）
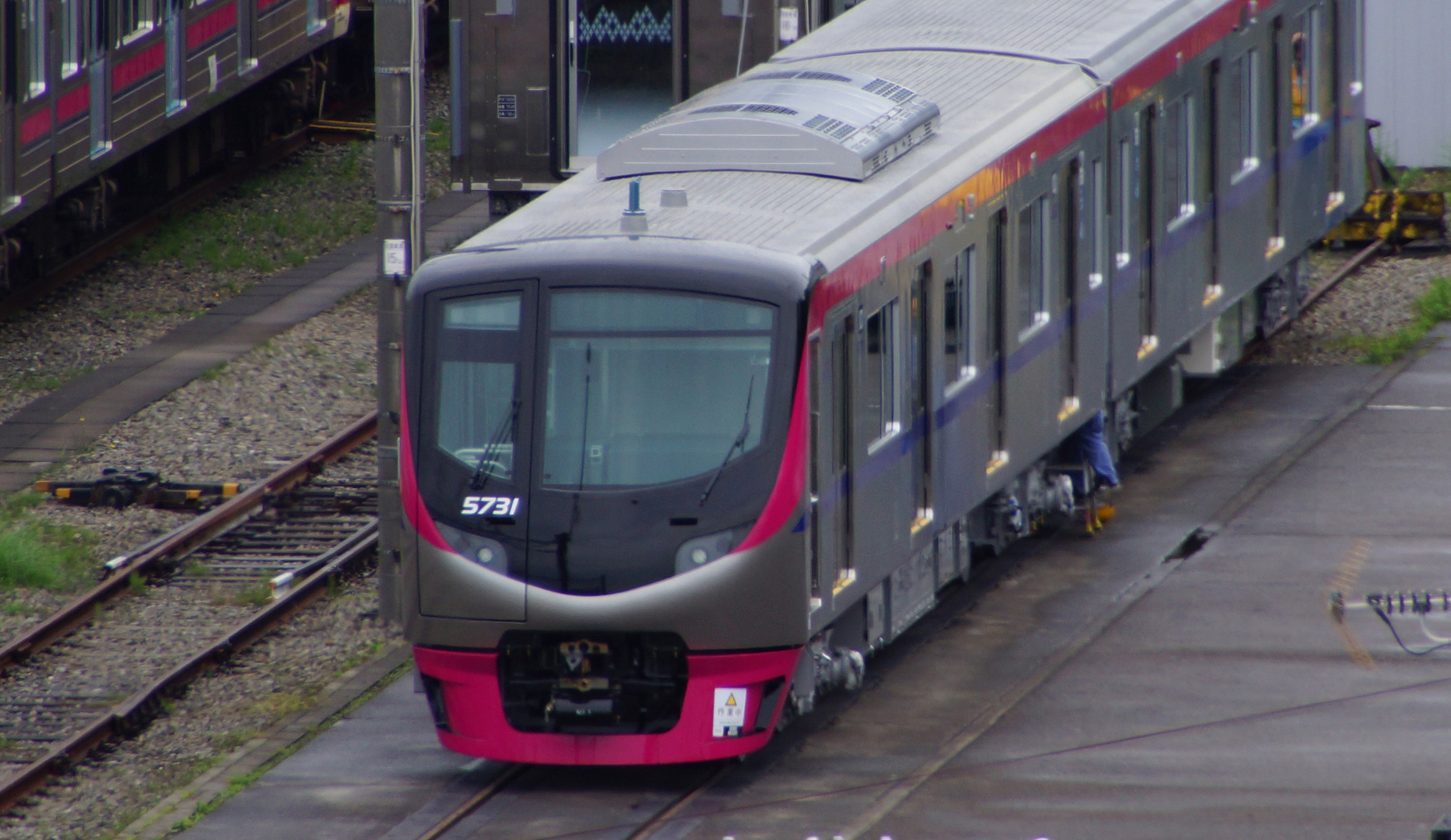
搬入作業中的クハ5731號
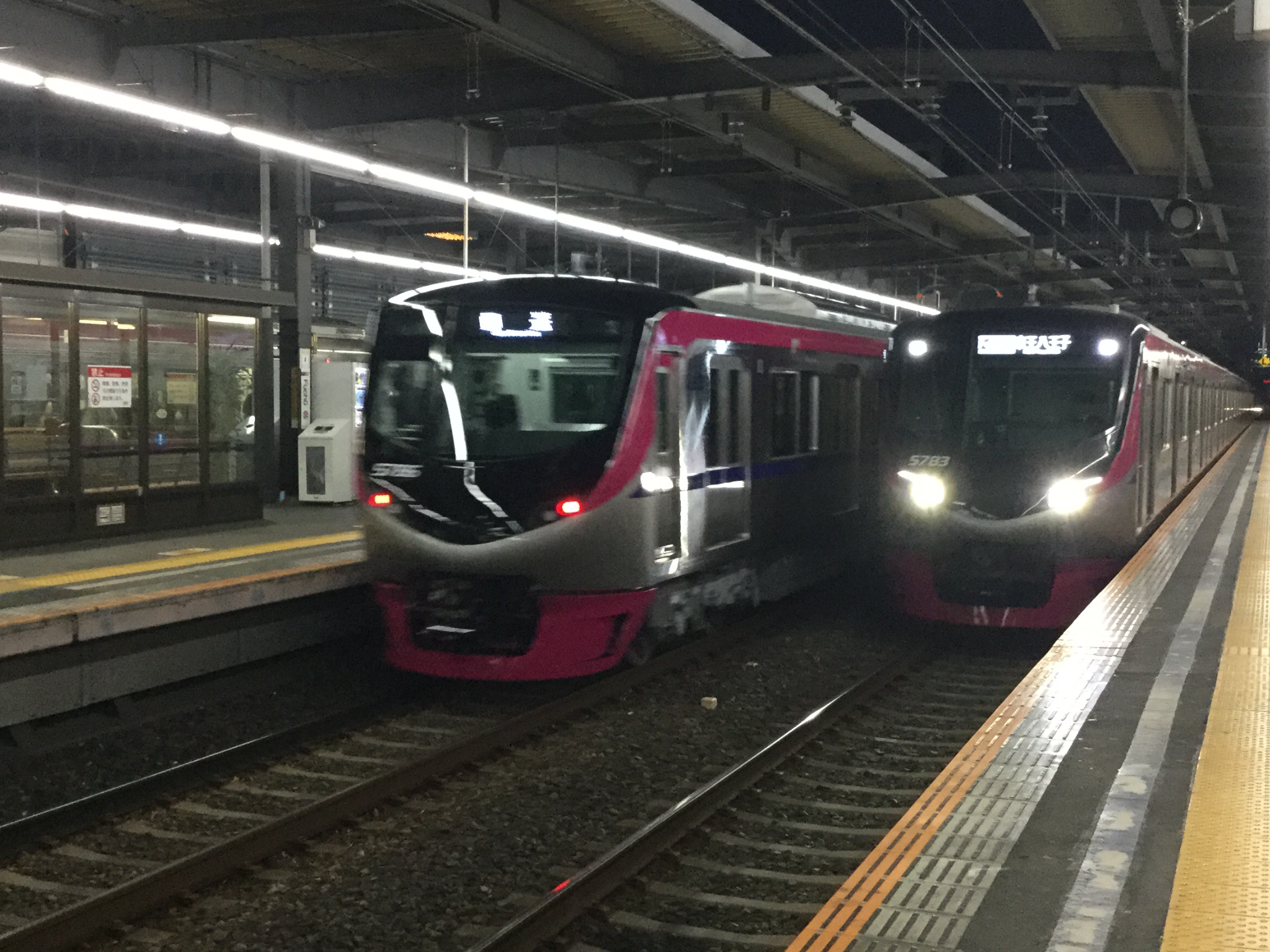
2列停靠於府中站的5000系